# San Giorgio di Nogaro
San Giorgio di Nogaro (San Zorz di Noiâr en friulano) es una localidad y comune italiana con una población de 7.685 habitantes en la provincia de Údine, en la región autónoma de Friul-Venecia Julia.

## Geografía

### Demografía
| Gráfica de evolución demográfica de San Giorgio di Nogaro entre 1861 y 2001 |
|                                                                             |
| Fuente ISTAT - elaboración gráfica de Wikipedia                             |

- Datos: Q53355
- Multimedia: San Giorgio di Nogaro / Q53355

1. ↑  Worldpostalcodes.org, código postal n.º 33058.
2. ↑  «Codici Catastali». Comuni-italiani.it (en italiano). Consultado el 29 de abril de 2017.